# Arsène Darmesteter
Arsène Darmesteter (Château-Salins, Mosel·la, 5 de gener de 1846 - París, 16 de novembre de 1888) fou un romanista, lingüista i lexicògraf francès.

## Vida
Darmesteter nasqué en el si d'una família jueva de la Lorena; El seu pare era relligador de llibres; la seva mare era d'una família jueva de Praga. La família es va traslladar el 1852 a París i va destinar el seu fill a l'escola rabínica per fer estudis de rabí; però Arsène va descobrir un text del segle xi del rabí Raixí de Troyes i això li va despertar l'interès pels estudis medievals. Va estudiar a l'École des Chartes el 1865 i, des de 1868, amb Gaston Paris a l'École pratique des Hautes études on fou professor de 1872 a 1877. El 1874 va publicar el Traité de la formation des mots dans la langue française, comparée aux autres langues romanes et au latin (2a edició 1894). El 1877 va defensar les dues tesis (francesa i llatina) de doctorat: De la création actuelle de mots nouveaux dans la langue française et des lois qui la régissent (reprint, Ginebra 1972), i De Floovante, vetustiore gallico poemate et de Merovingo cyclo, scripsit et adjecit nunc primum edita Olavianam Flovents sagae versionem et excerpta e Parisiensi codice "il libro de Fioravante". A partir d'aquí fou professor i, des de 1883 catedràtic, a la Sorbona.
Els seus coneixements alhora de l'hebreu i del francès antic li permeteren editar nombroses glosses (en francès però en caràcters hebreus) en comentaris de rabins francesos medievals. El 1869 feu una estada a Anglaterra per estudiar els manuscrits de Raixí a Oxford i Cambridge i, posteriorment, també feu estades a Itàlia amb la mateixa finalitat.
Després de la seva mort primerenca per una pneumònia, els seus alumnes Ernest Muret i Léopold Sudre van publicar Cours de grammaire historique de la langue française en 4 volums (1891-1897). El seu germà, l'orientalista James Darmesteter, Reliques scientifiques en dos volums, (1890, que comprèn una biografia, una bibliografia i diversos articles de tema jueu, del judeo-francès, i de filologia francesa).
Amb Adolphe Hatzfeld havien inicat el Dictionnaire général de la langue française du commencement du XVIIe siècle à nos jours, précédé d'un traité de la formation de la langue, del qual Darmesteter havia de redactar la part històrica; va ser continuat per Hatzfeld i per Antoine Thomas que el van publicar en dos volums el 1890 i 1900.

## Obra
- Traité de la formation des mots composés dans la langue française, comparée aux autres langues romanes et au latin, pròleg de Gaston Paris (1873)
- Morceaux choisis des principaux écrivains en prose et en vers du s. XVIème, publiés d'après les éditions originales ou les éditions critiques les plus autorisées, et accompagnés de notes explicatives, amb Adolphe Hatzfeld (1876). Reeditat amb el títol Le Seizième Siècle en France : tableau de la littérature et de la langue, suivi de Morceaux en prose et en vers choisis dans les principaux écrivains de cette époque.Text en línia
- De la Création actuelle de mots nouveaux dans la langue française et des lois qui la régissent, tesi doctoral (1877)
- La vie des mots étudiée dans leurs significations (1887) (reed. 1979). Publicada també, un any abans, en anglès el 1886.

### Obres pòstumes
- Reliques scientifiques, publicat per James Darmesteter (2 volumes, 1890)
- Cours de grammaire historique de la langue française, publicat per Ernest Muret i Léopold Sudre (1891-1897)
- Dictionnaire général de la langue française du commencement du s. XVIIème à nos jours, précédé d'un traité de la formation de la langue, avec Adolphe Hatzfeld et Antoine Thomas (2 volumes, 1895-1900). Text en línia vol. 1 Volum 2
- Les Gloses françaises de Raschi dans la Bible, amb notes de Louis Brandin, introducció de Julien Weill. (2a edició, 1909).Text en línia (vol. 1 1929 : Texte des gloses)
- Le Talmud, pròleg Moshé Catane, Éditions Allia, París, 1991; 1997.
- (amb David Simon Blondheim [1884-1934]), Les Gloses françaises dans les Commentaires talmudiques de Raschi, París 1929